# Loupiac (Tarn)
Pour les articles homonymes, voir Loupiac.
Loupiac est une commune française située dans l'ouest du département du Tarn, en région Occitanie. Sur le plan historique et culturel, la commune est dans le Gaillacois, un pays qui doit sa notoriété à la qualité de ses vins.
Exposée à un climat océanique altéré, elle est drainée par le Tarn, le Rieu Vergnet, le ruisseau d'Avignon, le ruisseau de Parisot et par divers autres petits cours d'eau. La commune possède un patrimoine naturel remarquable composé de deux zones naturelles d'intérêt écologique, faunistique et floristique.
Loupiac est une commune rurale qui compte 448 habitants en 2022, après avoir connu une forte hausse de la population depuis 1975.  Elle fait partie de l'aire d'attraction de Toulouse. Ses habitants sont appelés les Loupiacois ou  Loupiacoises.

## Géographie
Commune située sur le Tarn, entre Lisle-sur-Tarn et Rabastens.

### Localisation
Loupiac est limitrophe de cinq autres communes. La commune de Giroussens, au sud, n'est distante que de 50 mètres.
Les communes limitrophes sont Lisle-sur-Tarn, Coufouleux, Montans, Parisot, Rabastens et Giroussens.
| Rabastens  | Lisle-sur-Tarn | Montans |
|            | Loupiac        |         |
| Coufouleux |                | Parisot |

### Géologie et relief
La superficie de la commune est de 1 082 hectares ; son altitude varie de 95  à   157 mètres.

### Hydrographie
La commune est dans le bassin de la Garonne, au sein du bassin hydrographique Adour-Garonne. Elle est drainée par le Tarn, le Rieu Vergnet, le ruisseau d'Avignon, le ruisseau de Parisot, le ruisseau de Prautis et par divers petits cours d'eau, qui constituent un réseau hydrographique de 15 km de longueur totale,.
Le Tarn, d'une longueur totale de 380 km, prend sa source sur le mont Lozère, dans le nord de la commune du Pont de Montvert - Sud Mont Lozère en Lozère, et se jette dans la Garonne à Saint-Nicolas-de-la-Grave, en Tarn-et-Garonne.
Le Rieu Vergnet, d'une longueur totale de 11,4 km, prend sa source dans la commune de Parisot et s'écoule du sud-est vers le nord-ouest. Il traverse la commune et se jette dans le Tarn à Coufouleux, après avoir traversé 4 communes.

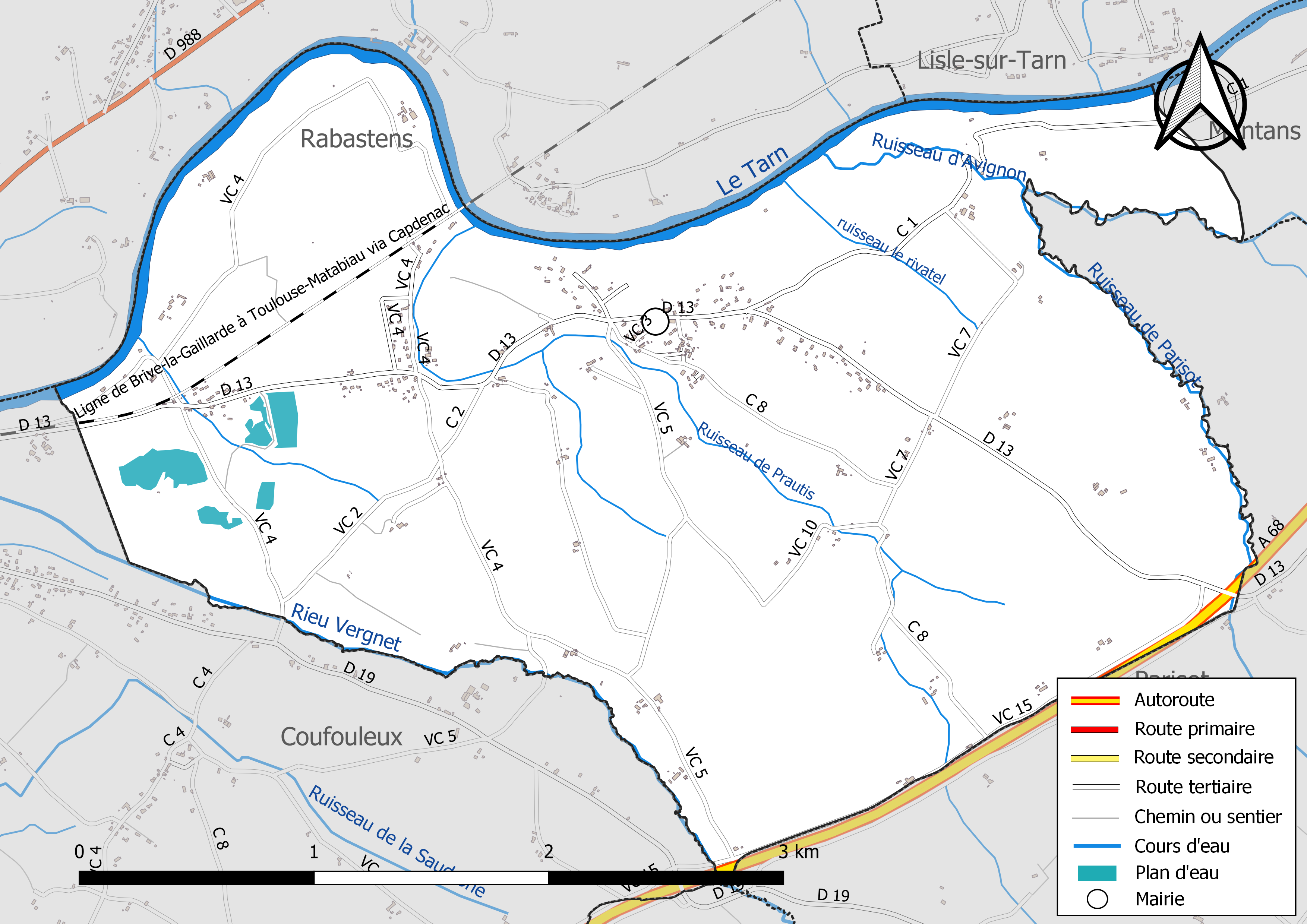
Réseaux hydrographique et routier de Loupiac.

### Climat
Pour des articles plus généraux, voir Climat de l'Occitanie et Climat du Tarn.
En 2010, le climat de la commune est de type climat du Bassin du Sud-Ouest, selon une étude du Centre national de la recherche scientifique s'appuyant sur une série de données couvrant la période 1971-2000. En 2020, Météo-France publie une typologie des climats de la France métropolitaine dans laquelle la commune est exposée à un climat océanique altéré et est dans la région climatique Aquitaine, Gascogne, caractérisée par une pluviométrie abondante au printemps, modérée en automne, un faible ensoleillement au printemps, un été chaud (19,5 °C), des vents faibles, des brouillards fréquents en automne et en hiver et des orages fréquents en été (15 à 20 jours).
Pour la période 1971-2000, la température annuelle moyenne est de 13,4 °C, avec une amplitude thermique annuelle de 16,1 °C. Le cumul annuel moyen de précipitations est de 730 mm, avec 10 jours de précipitations en janvier et 5,3 jours en juillet. Pour la période 1991-2020, la température moyenne annuelle observée sur la station météorologique de Météo-France la plus proche, « Lavaur », sur la commune de Lavaur à 15 km à vol d'oiseau, est de 13,6 °C et le cumul annuel moyen de précipitations est de 701,8 mm. 
La température maximale relevée sur cette station est de 42,6 °C, atteinte le 23 août 2023 ; la température minimale est de −18 °C, atteinte le 17 janvier 1987,,.
Les paramètres climatiques de la commune ont été estimés pour le milieu du siècle (2041-2070) selon différents scénarios d'émission de gaz à effet de serre à partir des nouvelles projections climatiques de référence DRIAS-2020. Ils sont consultables sur un site dédié publié par Météo-France en novembre 2022.

### Milieux naturels et biodiversité
L’inventaire des zones naturelles d'intérêt écologique, faunistique et floristique (ZNIEFF) a pour objectif de réaliser une couverture des zones les plus intéressantes sur le plan écologique, essentiellement dans la perspective d’améliorer la connaissance du patrimoine naturel national et de fournir aux différents décideurs un outil d’aide à la prise en compte de l’environnement dans l’aménagement du territoire.
Une ZNIEFF de type 1 est recensée sur la commune :
les « gravières de la Pigasse » (23 ha) et une ZNIEFF de type 2, : 
la « basse vallée du Tarn » (3 623 ha), couvrant 49 communes dont huit dans la Haute-Garonne, 20 dans le Tarn et 21 dans le Tarn-et-Garonne.

Carte des ZNIEFF de type 1 et 2 à Loupiac.
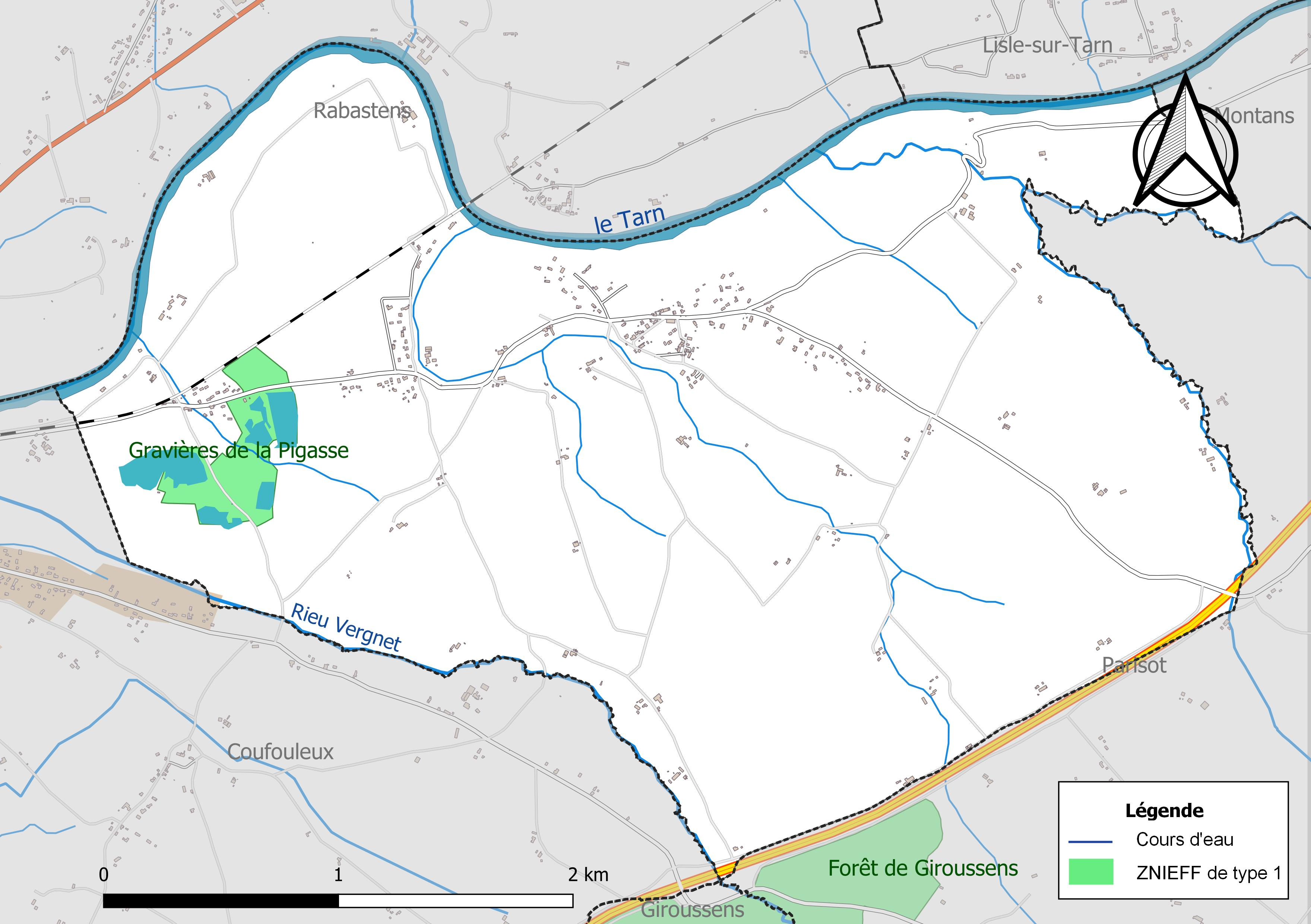
Carte de la ZNIEFF de type 1 sur la commune.
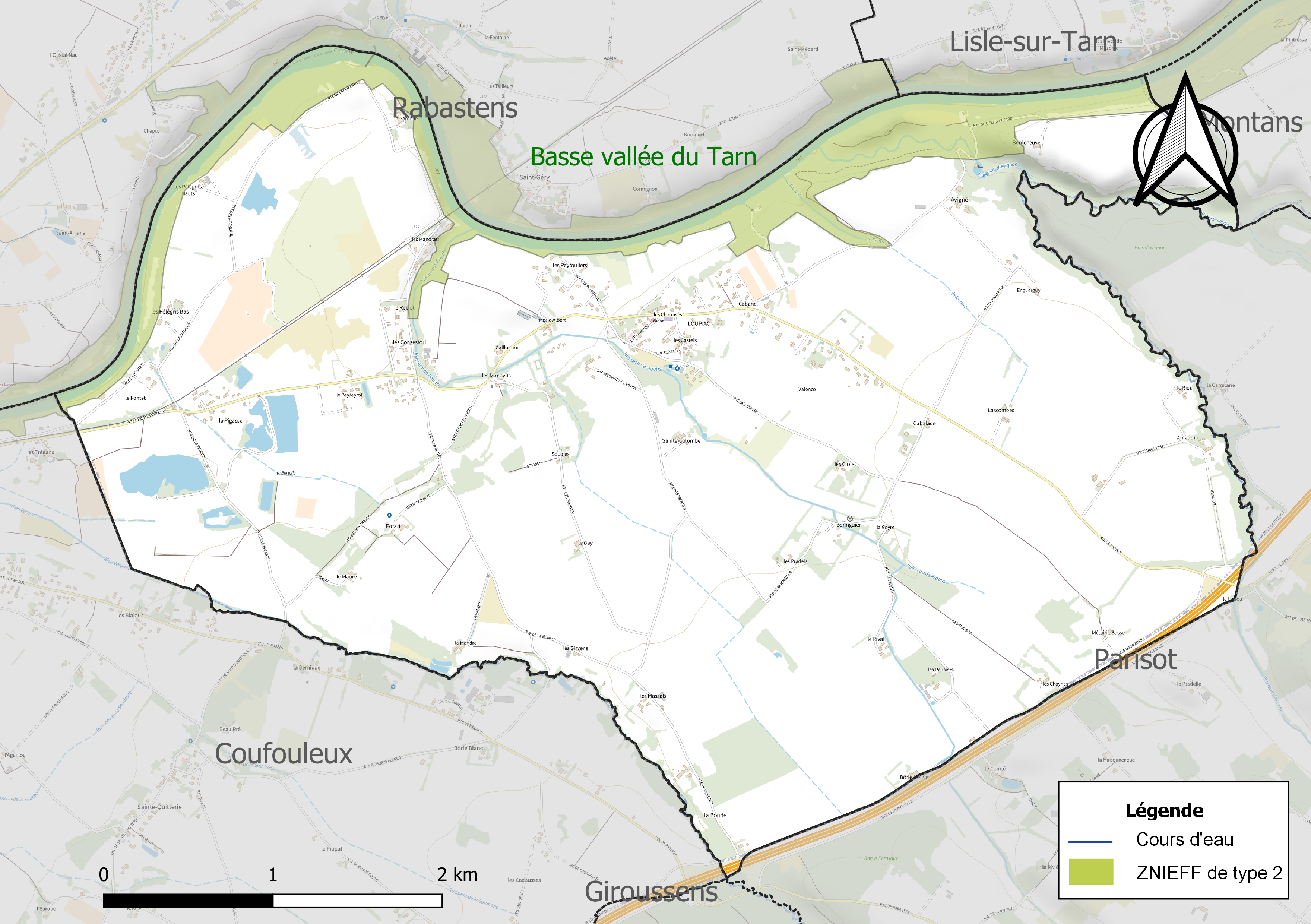
Carte de la ZNIEFF de type 2 sur la commune.

## Urbanisme

### Typologie
Au 1er janvier 2024, Loupiac est catégorisée commune rurale à habitat dispersé, selon la nouvelle grille communale de densité à sept niveaux définie par l'Insee en 2022.
Elle est située hors unité urbaine. Par ailleurs la commune fait partie de l'aire d'attraction de Toulouse, dont elle est une commune de la couronne,. Cette aire, qui regroupe 527 communes, est catégorisée dans les aires de 700 000 habitants ou plus (hors Paris),.

### Occupation des sols
L'occupation des sols de la commune, telle qu'elle ressort de la base de données européenne d’occupation biophysique des sols Corine Land Cover (CLC), est marquée par l'importance des territoires agricoles (85,7 % en 2018), en diminution par rapport à 1990 (90,4 %). La répartition détaillée en 2018 est la suivante : 
terres arables (71,3 %), zones agricoles hétérogènes (14,4 %), forêts (5,1 %), milieux à végétation arbustive et/ou herbacée (4,7 %), eaux continentales (4,5 %). L'évolution de l’occupation des sols de la commune et de ses infrastructures peut être observée sur les différentes représentations cartographiques du territoire : la carte de Cassini (XVIIIe siècle), la carte d'état-major (1820-1866) et les cartes ou photos aériennes de l'IGN pour la période actuelle (1950 à aujourd'hui).

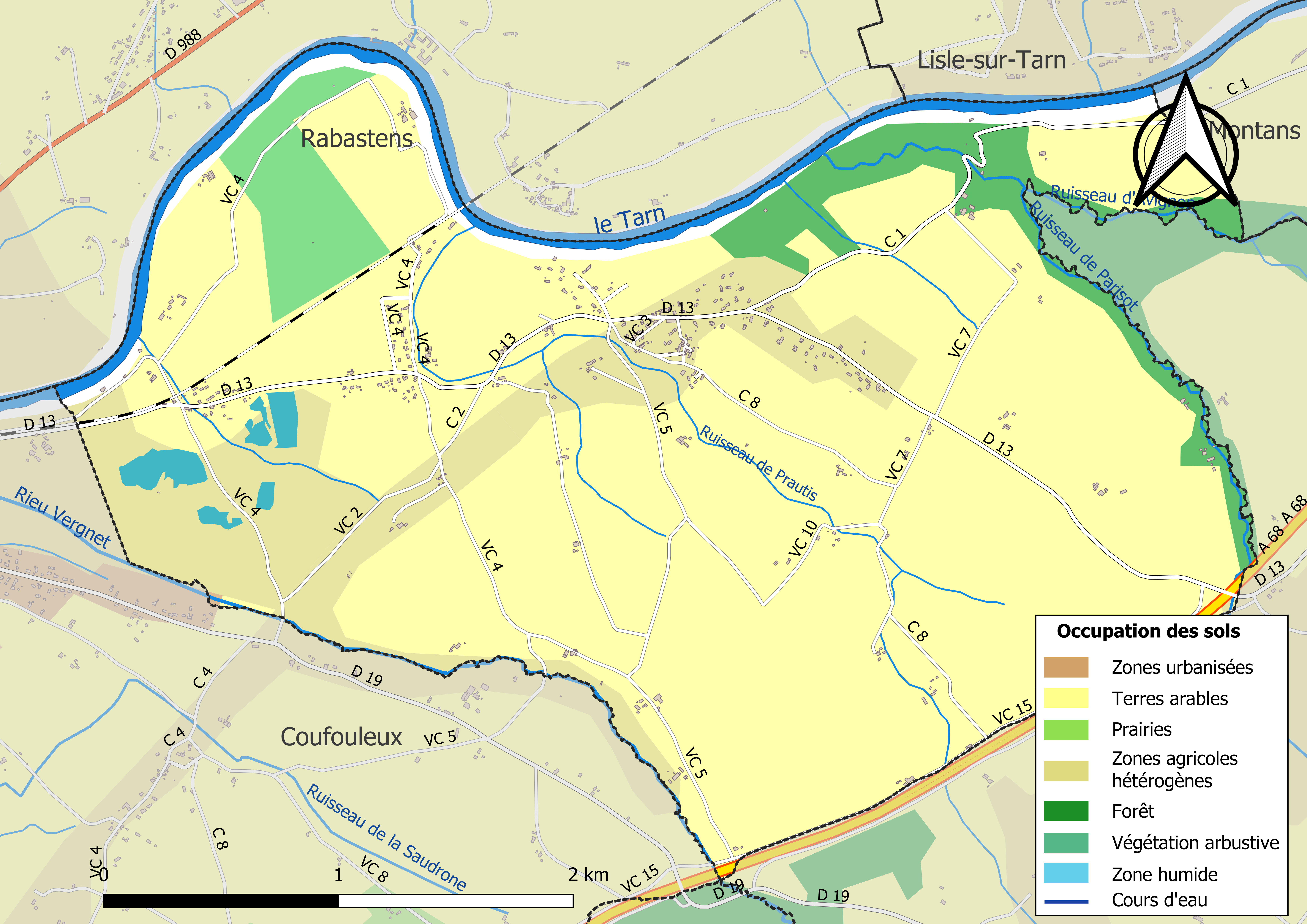
Carte des infrastructures et de l'occupation des sols de la commune en 2018 (CLC).

### Voies de communication et transports
Accès avec l'autoroute A68 et la Route nationale 88 ainsi qu'avec le réseau Tarn'bus.
La gare la plus proche est la gare ferroviaire de Rabastens - Coufouleux sur la ligne de Brive-la-Gaillarde à Toulouse-Matabiau via Capdenac.

### Risques majeurs
Le territoire de la commune de Loupiac est vulnérable à différents aléas naturels : météorologiques (tempête, orage, neige, grand froid, canicule ou sécheresse), inondations, mouvements de terrains et séisme (sismicité très faible). Il est également exposé à deux risques technologiques,  le transport de matières dangereuses et la rupture d'un barrage. Un site publié par le BRGM permet d'évaluer simplement et rapidement les risques d'un bien localisé soit par son adresse soit par le numéro de sa parcelle.

#### Risques naturels
Certaines parties du territoire communal sont susceptibles d’être affectées par le risque d’inondation par débordement de cours d'eau, notamment le Tarn et le Rieu Vergnet. La cartographie des zones inondables en ex-Midi-Pyrénées réalisée dans le cadre du XIe Contrat de plan État-région, visant à informer les citoyens et les décideurs sur le risque d’inondation, est accessible sur le site de la DREAL Occitanie. La commune a été reconnue en état de catastrophe naturelle au titre des dommages causés par les inondations et coulées de boue survenues en 1982, 1992, 1994, 1996, 1997 et 2014,.
Loupiac est exposée au risque de feu de forêt. En 2022, il n'existe pas de Plan de Prévention des Risques incendie de forêt (PPRif). Le débroussaillement aux abords des maisons constitue l’une des meilleures protections pour les particuliers contre le feu,.

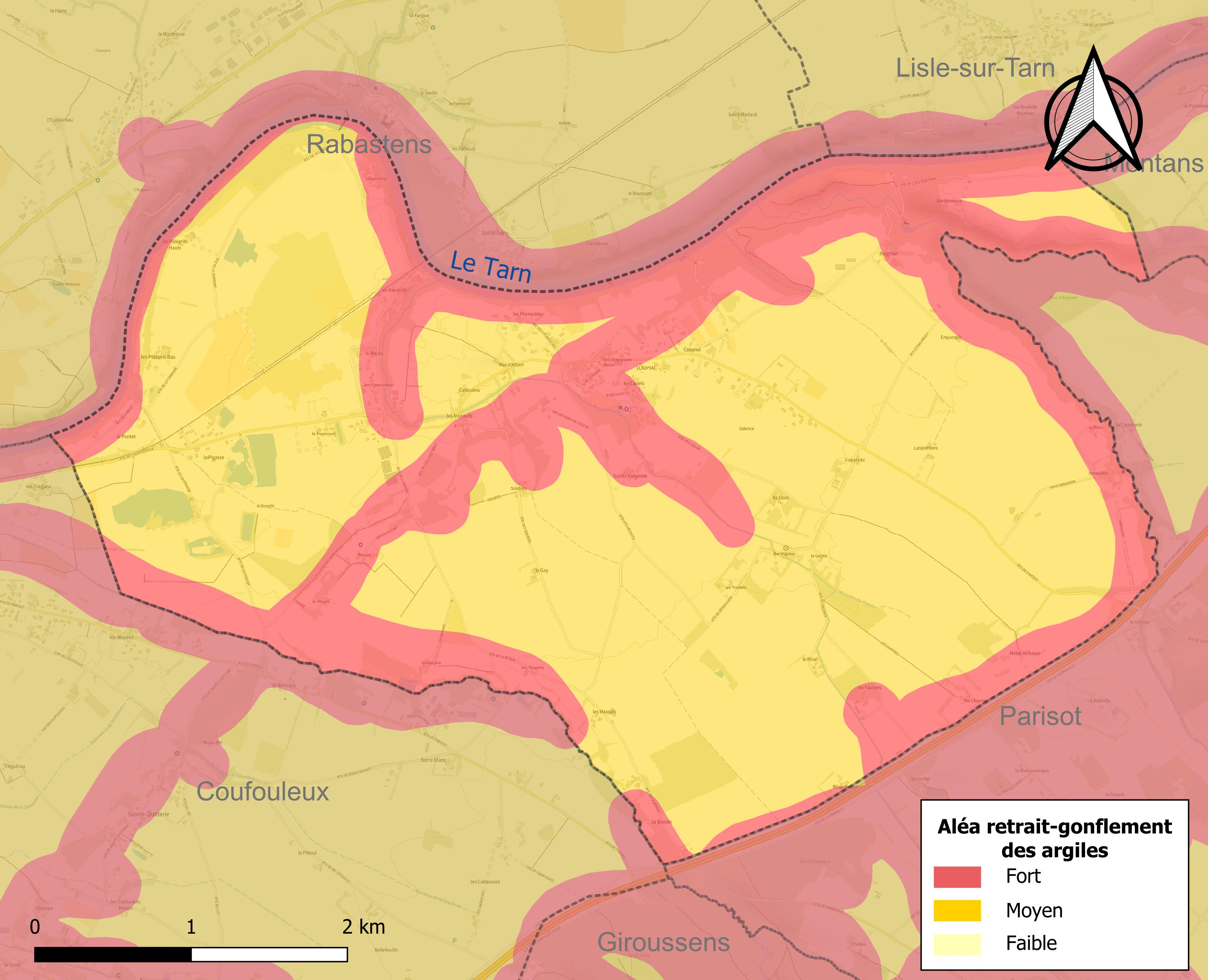
Carte des zones d'aléa retrait-gonflement des sols argileux de Loupiac.

La commune est vulnérable au risque de mouvements de terrains constitué principalement du retrait-gonflement des sols argileux. Cet aléa est susceptible d'engendrer des dommages importants aux bâtiments en cas d’alternance de périodes de sécheresse et de pluie. La totalité de la commune est en aléa moyen ou fort (76,3 % au niveau départemental et 48,5 % au niveau national). Sur les 200 bâtiments dénombrés sur la commune en 2019, 200 sont en aléa moyen ou fort, soit 100 %, à comparer aux 90 % au niveau départemental et 54 % au niveau national. Une cartographie de l'exposition du territoire national au retrait gonflement des sols argileux est disponible sur le site du BRGM,.
Par ailleurs, afin de mieux appréhender le risque d’affaissement de terrain, l'inventaire national des cavités souterraines permet de localiser celles situées sur la commune.

#### Risques technologiques
Le risque de transport de matières dangereuses sur la commune est lié à sa traversée par des infrastructures routières ou ferroviaires importantes ou la présence d'une canalisation de transport d'hydrocarbures. Un accident se produisant sur de telles infrastructures est susceptible d’avoir des effets graves sur les biens, les personnes ou l'environnement, selon la nature du matériau transporté. Des dispositions d’urbanisme peuvent être préconisées en conséquence.
La commune est en outre située en aval d'un barrage de classe A. À ce titre elle est susceptible d’être touchée par l’onde de submersion consécutive à la rupture de cet ouvrage.

## Histoire
L’origine connue la plus lointaine du nom Loupiac est double. La première, d’origine romaine, Loupiac (Luppiacum ou Villa Lupii ; Luppius : important propriétaire terrien, voir plus bas) a une influence occitane dans sa terminaison (-ac). Sa deuxième origine est attribuée à la présence de Loups, dans une histoire plus récente.
Loupiac a un passé surprenant qui la positionne depuis toujours à la croisée des chemins. En témoigne son ancienne église située pile au croisement de 5 routes (cimetière actuel). Tout commence au « Consistoire » qui serait témoin d’une bataille entre Romains et Gaulois tandis que le lieu-dit « Avignonet » serait un ancien camp romain.
Plus tard, l’ancienne église Saint-Laurent (emplacement actuel du cimetière), lieu de prieuré, appartenant au diocèse d’Alby, apparait vers 1050 dans un litige entre les héritiers et les hommes d’églises de l’époque, puis encore bien plus tard dans la découverte de sarcophages en tuf, encore visibles en 1978.
L’histoire nous fait ensuite voyager entre le 14e et le 18e siècle dans de nombreux documents évoquant la baronnie de Loupiac, appartenant majoritairement à Saint-Gery, et un peu à Giroussens. L’histoire de Loupiac fût liée de prêt à celle de Rabastens.
Cette période nous apprend que deux autres monuments religieux étaient érigés et coexistaient au lieu dit Avignonet (bois d’Avignon): Notre Dame d’Avignon et Saint-Julien (prieuré d’Ambialet, diocèse de Montpellier).
Un moulin, un chemin de halage, une nécropole, des « grottes » et galeries étaient présents également. Il resterait toujours les fondations de l’église Saint-Julien (15m par 8) sur des terrains désormais privés.
A partir du 18e siecle, davantages de documents sont disponibles. On y retrouve les péages (1733), la division des territoires (1791), une carte napoléonienne (1838), le projet de fusion Loupiac-Couffouleux (1838), la construction de la nouvelle église Saint-Laurent (1860-1868), la création des WC (1935), l’école de Loupiac, la briqueterie.
En dehors des éléments factuels dont nous disposons, plusieurs questions restent en suspens : pourquoi trois églises et deux diocèses si éloignés sur le même territoire (l’on parle souvent de Loupiac en Languedoc) ? Où se trouve cette grotte « de qualité » et à qui était-elle destinée, le lieu de vie romain d’Avignon garde t-il tant de souvenirs enfouis ?
Et c’est sans compter sur la légende des loups qui obligèrent les autorités à donner l’autorisation d’armer un citoyen pour qu’il puisse se défendre….
De nos jours, Loupiac et ses 426 habitants est toujours à la croisée des chemins. Ses 700 passages de véhicules quotidien témoignent d’une forte activité autour de la commune. Loupiac est au coeur du Nord-Ouest du département du Tarn, entre le fleuve éponyme et l’autoroute qui la dessert (A68). Au milieu d’un triangle composé de villes moyennes (Lavaur, Gaillac, Saint-Sulpice) et de sites touristiques remarquables (Albi, Toulouse, Cordes, Les Martels à Giroussens), Loupiac se fait désormais remarquer pour son centre bourg , sa belle campagne, et sa nouvelle Halle ouverte porteuse de projets futurs. »

## Un peu d’étymologie
Loupiac constitue l’héritière de l’ancienne Luppiacum ou Villa Luppii.
Le hameau primitif s’est donc développé à partir du domaine de Luppius, un important propriétaire terrien.
Dans un texte de 1084, l’endroit est appelé Lopiac. On trouve ensuite Lupiaco (1120), Lopiaco (1511).
Ce que les Romains appelaient villa constituait en fait un ensemble de bâtiments se dressant au centre du fundus, immense exploitation agricole couvrant parfois une centaine d’hectares, utilisés pour la culture (céréales, fruits) et l’élevage.
Les villae étaient toujours isolées, contrairement au hameau gaulois qui regroupait plusieurs fermes.
Elles étaient généralement installées près d’une route et d’un point d’eau, à ﬂanc de coteau, pour permettre au maître de surveiller le domaine.
La langue d’Oc dans l’Occitanie
L’echo du pays rabastinois n°244
Source :  archives de Rabastens
La villa était divisée en deux groupes de constructions, la pars urbana (habitation) avec la maison du maître, et la pars rustica ou agraria où se dressaient les bâtiments agricoles (forges, remises…) ; il y avait également la fructaria, où on entreposait les récoltes.
Les ouvriers logeaient dans des habitations séparées dont la réunion donnera naissance à un village ; celui-ci prendra souvent le nom du domaine.
Il est aisé d’identiﬁer ces anciennes villae car leurs noms modernes se terminent souvent (encore que ce ne soit pas une règle absolue) en :
• -ac dans les pays de langue d’oc (Moissac, Tarn-et-Garonne ; Vayrac, Lot) ;
• -at dans le centre de la France et le Massif central (Royat, Puy-de-Dôme)
ach ou -ig en Alsace (Dornach, Haut-Rhin ; Mutzig, Bas-Rhin) ;
• -gny, -é ou -ec dans le centre-ouest (Ruffec, Charente ; Périgny, Charente-Maritime ; Chizé, Deux-Sèvres) ;
• -ai ou -ies dans le Nord wallon (Cambrai, Landrecies, Nord) ;
• -ecques ou -esques dans le Nord ﬂamand (Hézecques, Pas-de-Calais ; Prémesques, Nord)
-ey dans l’Est (Briey, Meurthe-et-Moselle) ;
• -ey, -ieu ou -ieux dans le centre-est et le Dauphiné (Vaudrey, Jura ; Cheyssieu, Isère ; Meximieux, Ain) –
y autour de Paris et dans le centre (Orly) ;
• -ay ou -é dans les pays de langue d’oïl (Vézelay, Yonne ; Domagné, Ille-et-Vilaine).
Ces sufﬁxes sont les héritiers du sufﬁxe gaulois -acos, latinisé en -acum qui, entre le 2e et le 4e s., servit à baptiser nombre de villae gallo-romaines.
La notion de villa ne s’est pas effacée avec la ﬁn de l’Empire romain. Les grands domaines ont été abandonnés au moment des grandes invasions mais certains ont été réoccupés par des Francs. Il s’est d’ailleurs formé des toponymes en
-acum jusqu’à la période mérovingienne.
Avec le retour d’une certaine stabilité politique, les grands domaines fonciers ont commencé à renaître et la villa telle que la connaissaient les Romains a survécu jusqu’à l’époque carolingienne (8e -9e s.).
À noter que, dans les toponymes datant de la ﬁn du premier millénaire, le mot villa a souvent le sens de « espace territorial, communauté de maisons ».
Si ce genre de nom de lieu s’est perpétué au ﬁl des siècles, c’est parce qu’il était inscrit sous cette forme dans les registres du ﬁsc romain. Cette forme était ofﬁcielle et demeurait en vigueur, même en cas de partage ou de vente du domaine. L’administration continuait à considérer celui-ci comme un tout pour la commodité de la perception des taxes et conservait le nom du premier propriétaire soumis à l’impôt foncier.
À partir du 11e s., le terme villa désigne un village, une terre cultivée et habitée. Il a donné le mot vilain de l’époque féodale ; de villanus (celui qui cultivait la terre du domaine).
Source :
Les noms de lieux du Tarn : D’où vient le nom de mon village ?
Auteur: Cassagne, Jean-Marie,Korsak, Mariola
Editeur: Editions Sud Ouest
Année de Publication: 2008
Extrait des registres de délibérations du conseil municipal de Loupiac : an IX (1801)
Echo du Pays Rabastinois n°126
Arrêt du conseil d’état du Roy, 1733

## Politique et administration

### Administration municipale
Le nombre d'habitants au recensement de 2017 étant compris entre 100 et 499, le nombre de membres du conseil municipal pour l'élection de 2020 est de onze,.

### Rattachements administratifs et électoraux
Commune faisant partie depuis le 1er janvier 2017 de Gaillac Graulhet Agglomération et du canton des Portes du Tarn. Avant le redécoupage départemental de 2014, Loupiac faisait partie de l'ex-canton de Rabastens et de la communauté de communes du Pays rabastinois jusqu'au 1er janvier 2017.

### Liste des maires
| Période                                  | Période  | Identité        | Étiquette | Qualité |
| ---------------------------------------- | -------- | --------------- | --------- | ------- |
| 29 Mars 2024                             | En cours | Laurent Estrada |           | Maire   |
| 2012                                     | 2024     | Patrick Caussé  |           |         |
| Les données manquantes sont à compléter. |          |                 |           |         |

## Population et société

### Démographie
L'évolution du nombre d'habitants est connue à travers les recensements de la population effectués dans la commune depuis 1793. Pour les communes de moins de 10 000 habitants, une enquête de recensement portant sur toute la population est réalisée tous les cinq ans, les populations de référence des années intermédiaires étant quant à elles estimées par interpolation ou extrapolation. Pour la commune, le premier recensement exhaustif entrant dans le cadre du nouveau dispositif a été réalisé en 2005.

En 2022, la commune comptait 448 habitants, en évolution de +10,62 % par rapport à 2016 (Tarn : +2,52 %, France hors Mayotte : +2,11 %).
| 1793 | 1800 | 1806 | 1821 | 1831 | 1836 | 1841 | 1846 | 1851 |
| ---- | ---- | ---- | ---- | ---- | ---- | ---- | ---- | ---- |
| 350  | 364  | 272  | 366  | 372  | 389  | 349  | 364  | 382  |

| 1856 | 1861 | 1866 | 1872 | 1876 | 1881 | 1886 | 1891 | 1896 |
| ---- | ---- | ---- | ---- | ---- | ---- | ---- | ---- | ---- |
| 372  | 384  | 417  | 417  | 413  | 401  | 412  | 372  | 366  |

| 1901 | 1906 | 1911 | 1921 | 1926 | 1931 | 1936 | 1946 | 1954 |
| ---- | ---- | ---- | ---- | ---- | ---- | ---- | ---- | ---- |
| 387  | 339  | 334  | 298  | 301  | 308  | 310  | 288  | 262  |

| 1962 | 1968 | 1975 | 1982 | 1990 | 1999 | 2005 | 2006 | 2010 |
| ---- | ---- | ---- | ---- | ---- | ---- | ---- | ---- | ---- |
| 262  | 235  | 208  | 219  | 239  | 270  | 316  | 322  | 396  |

| 2015 | 2020 | 2022 | - | - | - | - | - | - |
| ---- | ---- | ---- | - | - | - | - | - | - |
| 398  | 427  | 448  | - | - | - | - | - | - |

| selon la population municipale des années : | 1968 | 1975 | 1982 | 1990 | 1999 | 2006 | 2009 | 2013 |
| Rang de la commune dans le département      | 181  | 171  | 186  | 193  | 165  | 169  | 155  | 158  |
| Nombre de communes du département           | 326  | 324  | 324  | 324  | 324  | 323  | 323  | 323  |

### Enseignement
Loupiac fait partie de l'académie de Toulouse.
Elle ne compte pas d'école publique mais une école privée hors contrat (l’école démocratique du Tarn).

### Manifestations culturelles et festivités
Comité des fêtes, vide-greniers, association Equi'latéral (Équithérapie),

### Sports
Chasse, pétanque,

## Économie

### Revenus
En 2018, la commune compte 167 ménages fiscaux, regroupant 436 personnes. La médiane du revenu disponible par unité de consommation est de 21 510 € (20 400 € dans le département).

### Emploi
|                | 2008  | 2013  | 2018  |
| -------------- | ----- | ----- | ----- |
| Commune        | 8,9 % | 6,9 % | 9,2 % |
| Département    | 8,2 % | 9,9 % | 10 %  |
| France entière | 8,3 % | 10 %  | 10 %  |

En 2018, la population âgée de 15 à 64 ans s'élève à 265 personnes, parmi lesquelles on compte 79,9 % d'actifs (70,7 % ayant un emploi et 9,2 % de chômeurs) et 20,1 % d'inactifs,. En  2018, le taux de chômage communal (au sens du recensement) des 15-64 ans est inférieur à celui de la France et du département, alors qu'en 2008 la situation était inverse.
La commune fait partie de la couronne de l'aire d'attraction de Toulouse, du fait qu'au moins 15 % des actifs travaillent dans le pôle,. Elle compte 23 emplois en 2018, contre 25 en 2013 et 20 en 2008. Le nombre d'actifs ayant un emploi résidant dans la commune est de 188, soit un indicateur de concentration d'emploi de 12,4 % et un taux d'activité parmi les 15 ans ou plus de 62,9 %.
Sur ces 188 actifs de 15 ans ou plus ayant un emploi, 19 travaillent dans la commune, soit 10 % des habitants. Pour se rendre au travail, 86,6 % des habitants utilisent un véhicule personnel ou de fonction à quatre roues, 7,2 % les transports en commun, 2,5 % s'y rendent en deux-roues, à vélo ou à pied et 3,6 % n'ont pas besoin de transport (travail au domicile).

### Activités hors agriculture
33 établissements sont implantés  à Loupiac au 31 décembre 2019. Le tableau ci-dessous en détaille le nombre par secteur d'activité et compare les ratios avec ceux du département,.
| Secteur d'activité                                                                                        | Commune | Commune | Département |
| Secteur d'activité                                                                                        | Nombre  | %       | %           |
| --- | ------- | ------- | ----------- |
| Ensemble                                                                                                  | 33      |         |             |
| Industrie manufacturière, industries extractives et autres                                                | 9       | 27,3 %  | (13 %)      |
| Construction                                                                                              | 5       | 15,2 %  | (12,5 %)    |
| Commerce de gros et de détail, transports, hébergement et restauration                                    | 5       | 15,2 %  | (26,7 %)    |
| Activités immobilières                                                                                    | 2       | 6,1 %   | (4,2 %)     |
| Activités spécialisées, scientifiques et techniques et activités de services administratifs et de soutien | 6       | 18,2 %  | (13,8 %)    |
| Administration publique, enseignement, santé humaine et action sociale                                    | 3       | 9,1 %   | (15,5 %)    |
| Autres activités de services                                                                              | 3       | 9,1 %   | (9 %)       |

Le secteur de l'industrie manufacturière, des industries extractives et autres est prépondérant sur la commune puisqu'il représente 27,3 % du nombre total d'établissements de la commune (9 sur les 33 entreprises implantées  à Loupiac), contre 13 % au niveau départemental.

### Agriculture
|               | 1988 | 2000 | 2010 | 2020 |
| ------------- | ---- | ---- | ---- | ---- |
| Exploitations | 26   | 16   | 14   | 9    |
| SAU (ha)      | 560  | 380  | 498  | 281  |

La commune est dans le Gaillacois, une petite région agricole au sous-sol argilo-graveleux et/ou calcaire dédiée à la viticulture depuis plus de 2000 ans, située dans le centre-ouest du département du Tarn. En 2020, l'orientation technico-économique de l'agriculture  sur la commune est l'exploitation de grandes cultures (hors céréales et oléoprotéagineuses). Neuf exploitations agricoles ayant leur siège dans la commune sont dénombrées lors du recensement agricole de 2020 (26 en 1988). La superficie agricole utilisée est de 281 ha,,.

## Culture locale et patrimoine

### Lieux et monuments
- Église Saint-Laurent de Loupiac.
- Site d'Avignon. Le site, formé d'une terrasse en forme d'éperon, enserrée entre deux profonds ravins, à la confluence de deux ruisseaux se jetant dans le Tarn, serait, selon G. Mercadier, celui d'une motte. E Rossignol, dans son mémoire publié en 1863, décrit un souterrain dont on ne retrouve plus trace sur le terrain[42].

## Pour approfondir